# Кератоцит роговицы
Кератоци́ты рогови́цы — особые фибробласты, содержащиеся в строме роговой оболочки глаза. Строма, образованная по большей части коллагеновыми волокнами и другими элементами внеклеточного матрикса, составляет 85-90 % толщины роговицы, и кератоциты играют важную роль в поддержании её прозрачности и заживлении повреждений. В здоровой роговице кератоциты находятся в спокойном состоянии, а при нарушении её целостности активируются и приступают к деятельности по починке повреждений. Часть кератоцитов при повреждении совершает апоптоз. Сбой процесса заживления может приводить к помутнению роговицы, а некроз и повышенный апоптоз — играть роль в дистрофических заболеваниях роговицы и при кератоконусе, кроме того, апоптоз наблюдается при хирургических операциях глаза. В связи с этим функции кератоцитов активно изучаются.

## Происхождение и функции кератоцитов роговицы
Кератоциты образуются при развитии организма из краниальной популяции клеток нервного гребня и затем мигрируют в мезенхиму. У некоторых видов происходит две волны миграции: одна порождает эндотелий роговицы, вторая вторгается в уже существующую, но еще не содержащую клеток строму, выработанную эпителием; у других видов обе популяции образуются одной волной миграции. В строме кератоциты начинают активно синтезировать коллаген разных типов (I, V, VI) и кератансульфат. К моменту первого открытия глаз число пролиферирующих кератоцитов падает практически до нуля, и они переходят в спокойное состояние.
По окончании развития глаза в строме образуется согласованная сеть кератоцитов, объединенных дендритными отростками. Кератоциты в состоянии покоя синтезируют так называемые кристаллины — молекулы, изначально более известные благодаря своей роли в хрусталике глаза. Как и в хрусталике, кристаллины стромы предположительно позволяют поддерживать оптимальную прозрачность и рефракцию света в роговице, а также составлять часть антиоксидантной защиты роговицы. Описана экспрессия кератоцитами человека таких кристаллинов, как ALDH1A1, ALDH3A1, ALDH2 и TKT (транскетолаза). Для разных видов характерны разные наборы производимых в строме кристаллинов. Выделяемый в толщу стромы кератансульфат может играть несколько ролей, в том числе роль динамического буфера, поддерживающего оптимальную гидрацию; при генетическом нарушении его синтеза развивается пятнистая дистрофия роговицы.
Авторы одного исследования сообщают о том, что кератоциты конвертируют производимый в роговице профермент плазминоген в ангиостатин; возможно, это является одним из механизмов сдерживания васкуляризации роговицы.
По данным одного исследования, кератоциты производят также супероксид.
По данным одного исследования, число кератоцитов в роговице человека в среднем составляет 20500 клеток на мм³ либо 9600 в колонке стромы площадью сечения 1 мм², причем наибольшая плотность размещения клеток отмечена в верхних 10 % стромы. С возрастом число кератоцитов снижается, примерно на 0,45 % в год.
При повреждении роговицы, часть кератоцитов совершают апоптоз под воздействием выделяемых верхним слоем молекул. Исследования приписывают значительную роль в инициации апоптоза цитокинам IL1-alpha и TNF-alpha. Другие кератоциты в ответ на те же сигналы активируются, пролиферируют, синтезируют MMP, способствующие ремоделингу ткани. Такие кератоциты в разных источниках называют либо активными кератоцитами, либо фибробластами, либо говорят об их преобразовании в «ремонтный фенотип» (англ. repair phenotype). При более тяжёлых повреждениях либо на поздних стадиях заживления часть кератоцитов превращается в миофибробласты, активно секретирующие ряд элементов внеклеточного матрикса. Показано, что это происходит под воздействием TGF-beta. При восстановлении базальной мембраны, поступление TGF-beta в строму падает, и миофибробласты исчезают. Активированные кератоциты какое-то время продолжают переделку внеклеточного матрикса, самостоятельно выделяя IL1-alpha для поддержания своего «ремонтного фенотипа».
Интересно, что и в разреженной культуре кератоцитов эти клетки превращаются в миофибробласты без добавления TGF-бета, вероятно, выделяя этот фактор самостоятельно из-за потери контакта с другими кератоцитами.:133
Роли апоптоза кератоцитов, как «спокойных», так и активированных, уделяется особое внимание. В обычной здоровой роговице запрограммированная клеточная смерть кератоцитов почти не наблюдается, однако сразу после повреждения верхнего её слоя (эпителия) наблюдается немедленный апоптоз кератоцитов, расположенных под местом повреждения. Существует гипотеза, объясняющая такую быструю реакцию необходимостью предотвратить распространение инфекции, поскольку клеткам иммунной системы требуется до нескольких часов для мобилизации в роговицу. При нормальном ходе событий, через некоторое время митоз близлежащих кератоцитов способствует восполнению их количества. Апоптоз кератоцитов отмечен при хирургических вмешательствах, в том числе кератотомии и лазерной хирургии роговицы, и, возможно, играет роль в развитии послеоперационных осложнений.

## Клиническое значение

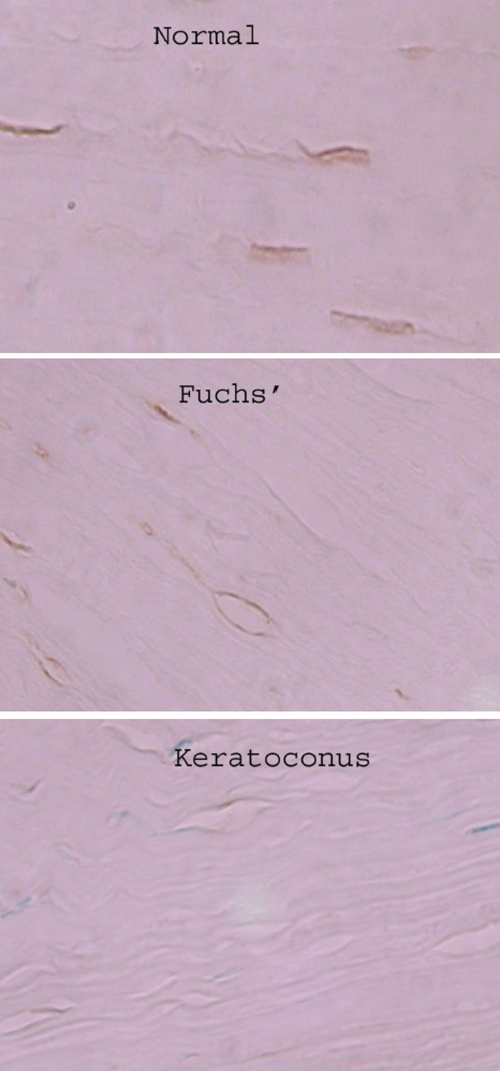
Иммунореактивность алкогольдегидрогеназы в здоровой роговице, при дистрофии Фукса, и в роговице, пораженной кератоконусом (значительно сниженная экспрессия). Окрашивание диаминобензидином выделяет кератоциты на фоне срезов роговицы. Иллюстрация из работы Mootha et al., 2009.

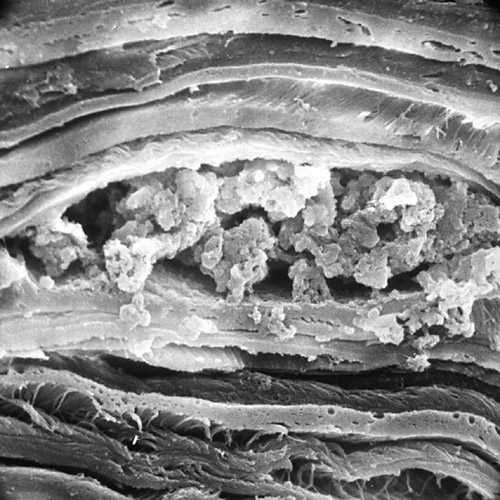
Нарушение синтеза кератансульфатов привело к скоплению патологического материала в кератоците.

Кератоциты могут играть роль в патогенезе различных форм дистрофии роговицы. По данным нескольких исследований, их реакции разительно отклоняются от нормы при кератоконусе. При этом заболевании отмечается их апоптоз вдалеке от какого-либо повреждения эпителия, в связи с этим возникла гипотеза о том, что кератоконус обусловлен избыточным апоптозом кератоцитов.
По данным одного исследования, в кератоцитах, изъятых при кератопластике у больных кератоконусом, значительно снижен уровень мРНК одной из форм алкогольдегидрогеназы, также отмечается сниженный синтез супероксиддисмутазы 3.
Данные о количестве кератоцитов при кератоконусе разнятся: сообщается как о пониженном, так и о повышенном их числе. Как при кератоконусе, так и в здоровых глазах ношение контактных линз ассоциировано со сниженным числом этих клеток.

## Реакция на лекарства
Ряд исследований демонстрирует гибель кератоцитов под воздействием хинолонов, причём больше клеток гибнет при нарушенной целостности эпителиального слоя роговицы. Другой класс средств, также применяемый для борьбы с роговичными инфекциями, аминогликозиды, наносит лишь незначительный ущерб кератоцитам при сравнении с хинолонами.
Существуют сообщения о случаях перфорации роговицы, предположительно ассоциированных с топическим применением хинолонов. В одном исследовании говорится, что хинолоны индуцируют экспрессию матриксных металлопротеиназ (MMP1, MMP2, MMP8, MMP9).

## Альтернативные названия
- «Кератобласты» (этот термин также используется для описания прекурсоров эпидермальных кератиноцитов) (англ. keratoblasts)
- «Фибробласты роговицы», «роговичные фибробласты» (англ. corneal fibroblasts)
- «Стромальные фиброциты роговицы», «роговичные стромальные фиброциты» (англ. corneal stromal fibrocytes)
- «Мезенхимально-порожденные роговичные клетки», «клетки роговицы мезенхимального происхождения» (англ. corneal mesenchymal-derived cells)
- «Роговичные стромальные клетки», «клетки стромы роговицы» (англ. corneal stromal cells)
- (устар.) «Роговичные тельца», «роговичные корпускулы» (англ. corneal corpuscles)